# Рассвет; журнал наук, искусств и литературы для взрослых девиц
«Рассвет; журнал наук, искусств и литературы для взрослых девиц» — ежемесячный журнал, выходивший в Санкт-Петербурге с 1859 по 1862 год. 
Журнал был посвящён в основном обсуждению женского вопроса. Печатались статьи о выдающихся женщинах, биографии русских писателей XVIII — начала XIX веков, популярные статьи на естественнонаучные и технические темы, статьи об искусстве и педагогике, библиография. Иногда в журнале помещались обзоры европейских политических событий.

## История
В первом выпуске «Рассвета» на обложке была изображена спящая девушка, которую будит женщина, олицетворяющая «Знание». Это изображение являлось аллегорией того, что русские женщины, как и остальная часть общества, пробуждаются от глубокого сна.
«Рассвет» стремился рассказать своим читательницам о том, что в своих размышлениях о будущем своего пола они не одиноки. Некоторые статьи, как, например, биография известной американской женщины-врача Элизабет Блэкуэлл демонстрировали западные модели поведения, которые часто играли решающую роль в выборе русскими женщинами своего пути.

## Редакторы
Основателем журнала был В. А. Кремпин. Он привлек к сотрудничеству радикалов и либералов, а также нескольких неизвестных, но многообещающих писательниц. В 1862 году к нему присоединился Н. Н. Фирсов.

## Сотрудники
В журнале началась литературная деятельность Д. И. Писарева и Н. К. Михайловского. Писарев вел библиографический отдел, для которого написал около ста рецензий и ряд статей. В 1860 году Михайловский напечатал в нем анонимную статью «София Николаевна Беловодова».
Марко Вовчок поместила свою повесть «Институтка»  в выпуске № 2 1860 года. 
В «Рассвете» участвовал ряд либеральных публицистов: В. И. Водовозов, М. И. Семевский, Н. Н. Фирсов, Т. и И. Шишкины и др.